# Candy (Iggy Pop)
"Candy" is een nummer van de Amerikaanse zanger Iggy Pop met gastvocalen van Kate Pierson, zangeres van The B-52's. Het nummer verscheen op Pop's negende studioalbum Brick by Brick uit 1990. Op 19 september van dat jaar werd het nummer wereldwijd uitgebracht als de tweede single van het album.

## Achtergrond
"Candy", geschreven door Pop zelf, gaat over een man die rouwt om een verbroken relatie. Na het eerste refrein is het perspectief van de vrouw (Pierson) te horen, die de man ook mist, zonder het hem te laten weten. Volgens Pop refereert de tekst aan een relatie uit zijn tienerjaren: "Ik keek terug op mijn relatie met haar, en ik dacht, 'Laat ik eerlijk zijn. Laat ik de meid haar verhaal vertellen.' Ik wilde een vrouw die een dorpse stem had, en Kate heeft een enigszins nasaal geluid in haar stem, die plattelands en naïef klinkt."
"Candy" werd de grootste mainstreamhit uit de carrière van Pop. Hij vertelde hierover: "Ik heb een goed popliedje geschreven, "Candy". Het is een degelijk, gepast popliedje, maar dat is zover als het gekomen is." Het was de enige single van Pop die in thuisland de Verenigde Staten de top 40 van de Billboard Hot 100 haalde, met de 28e positie als hoogste notering. Daarnaast behaalde de single de 5e positie in de Modern Rock Tracks-hitlijst. In het Verenigd Koninkrijk kwam de single echter niet verder dan de 67e positie in de UK Singles Chart. In de Eurochart Hot 100 werd de 79e positie behaald.
In Nederland was de plaat op vrijdag 12 oktober 1990 Veronica Alarmschijf op Radio 3 en werd een grote hit in de destijds twee landelijke hitlijsten op de nationale publieke popzender. De plaat bereikte de 4e positie in de Nederlandse Top 40 en de 7e positie in de Nationale Top 100.
In België bereikte de plaat de 10e positie in zowel de voorloper van de Vlaamse Ultratop 50 als de Vlaamse Radio 2 Top 30. In Wallonië werd géén notering behaald.
Sinds de editie van december 2011 staat de plaat onafgebroken genoteerd in de jaarlijkse NPO Radio 2 Top 2000 van de Nederlandse publieke radiozender NPO Radio 2, met als hoogste notering een 932e positie in 2013.

## Hitnoteringen

### Nederlandse Top 40
| Hitnotering: 20-10-1990 t/m 22-12-1990 | Hitnotering: 20-10-1990 t/m 22-12-1990 | Hitnotering: 20-10-1990 t/m 22-12-1990 | Hitnotering: 20-10-1990 t/m 22-12-1990 | Hitnotering: 20-10-1990 t/m 22-12-1990 | Hitnotering: 20-10-1990 t/m 22-12-1990 | Hitnotering: 20-10-1990 t/m 22-12-1990 | Hitnotering: 20-10-1990 t/m 22-12-1990 | Hitnotering: 20-10-1990 t/m 22-12-1990 | Hitnotering: 20-10-1990 t/m 22-12-1990 | Hitnotering: 20-10-1990 t/m 22-12-1990 | Hitnotering: 20-10-1990 t/m 22-12-1990 |
| Week                                   | 1                                      | 2                                      | 3                                      | 4                                      | 5                                      | 6                                      | 7                                      | 8                                      | 9                                      | 10                                     |                                        |
| -------------------------------------- | -------------------------------------- | -------------------------------------- | -------------------------------------- | -------------------------------------- | -------------------------------------- | -------------------------------------- | -------------------------------------- | -------------------------------------- | -------------------------------------- | -------------------------------------- | -------------------------------------- |
| Positie                                | 22                                     | 11                                     | 5                                      | 4                                      | 4                                      | 5                                      | 12                                     | 16                                     | 27                                     | 40                                     | uit                                    |

### Nationale Top 100
| Hitnotering: 13-10-1990 t/m 12-01-1991 | Hitnotering: 13-10-1990 t/m 12-01-1991 | Hitnotering: 13-10-1990 t/m 12-01-1991 | Hitnotering: 13-10-1990 t/m 12-01-1991 | Hitnotering: 13-10-1990 t/m 12-01-1991 | Hitnotering: 13-10-1990 t/m 12-01-1991 | Hitnotering: 13-10-1990 t/m 12-01-1991 | Hitnotering: 13-10-1990 t/m 12-01-1991 | Hitnotering: 13-10-1990 t/m 12-01-1991 | Hitnotering: 13-10-1990 t/m 12-01-1991 | Hitnotering: 13-10-1990 t/m 12-01-1991 | Hitnotering: 13-10-1990 t/m 12-01-1991 | Hitnotering: 13-10-1990 t/m 12-01-1991 | Hitnotering: 13-10-1990 t/m 12-01-1991 | Hitnotering: 13-10-1990 t/m 12-01-1991 |
| Week                                   | 1                                      | 2                                      | 3                                      | 4                                      | 5                                      | 6                                      | 7                                      | 8                                      | 9                                      | 10                                     | 11                                     | 12                                     | 13                                     |                                        |
| -------------------------------------- | -------------------------------------- | -------------------------------------- | -------------------------------------- | -------------------------------------- | -------------------------------------- | -------------------------------------- | -------------------------------------- | -------------------------------------- | -------------------------------------- | -------------------------------------- | -------------------------------------- | -------------------------------------- | -------------------------------------- | -------------------------------------- |
| Positie                                | 80                                     | 44                                     | 32                                     | 19                                     | 10                                     | 7                                      | 7                                      | 10                                     | 17                                     | 28                                     | 42                                     | 60                                     | 75                                     | uit                                    |

### NPO Radio 2 Top 2000
| Nummer met noteringen in de NPO Radio 2 Top 2000 | '09  | '10 | '11  | '12 | '13 | '14 | '15  | '16  | '17  | '18  | '19  | '20  | '21 | '22  | '23  | '24  |
| ------------------------------------------------ | ---- | --- | ---- | --- | --- | --- | ---- | ---- | ---- | ---- | ---- | ---- | --- | ---- | ---- | ---- |
| Candy                                            | 1222 | -   | 1052 | 965 | 932 | 965 | 1134 | 1155 | 1190 | 1101 | 1146 | 1174 | 956 | 1209 | 1251 | 1488 |

1. ↑  Een '-' betekent dat het nummer niet was genoteerd en een vetgedrukt getal geeft de hoogste notering aan.
2. ↑  2009 was het eerste jaar met een notering voor dit nummer.